# المنذر الزنايدي
محمد المنذر الزنايدي (24 أكتوبر 1950-) ، سياسي تونسي تولى مناصب وزارية دون انقطاع بين 1994 و2011.

## سيرته
ولد المنذر الزنايدي في مدينة تونس، وترجع أصول والده إلى سبيبة من ولاية القصرين في حين تنتمي والدته إلى عائلة البحري من العاصمة. درس في المدرسة الصادقية ثم زاول تعليمه العالي في المدرسة المركزية بباريس التي تخرج منها عام 1973 كما تحصل عام 1976 على شهادة من المدرسة القومية للإدارة في فرنسا.
عمل منذ 1976 في القطاع العام أولا كمكلف بمهمة بديوان وزير الاقتصاد الوطني ثم شغل خطة مدير عام مساعد بالديوان القومي للسياحة من 1978 إلى 1981، تولى بعدها إدارة ديوان وزير الاقتصاد الوطني من سنة (1981-1983) فمنصب رئيس مدير عام الديوان التونسي للتجارة (1983 -1987). عين في 27 أكتوبر 1987 ككاتب دولة لدى وزير الاقتصاد الوطني مكلفا بالصناعة  في حكومة زين العابدين بن علي، أواخر عهد بورقيبة. استمر في منصبه بعد حركة 7 نوفمبر 1987 بضعة أشهر قبل أن ينتخب في صيف 1988 كأمين عام للمنظمة الدولية للحماية المدنية. وفي 1989 انتخب عضوا في مجلس النواب الذي تولى فيه منصب نائب الرئيس بين 1991 و1994. كلف في 30 ماي 1994 بوزراة النقل ثم عين على التوالي وزيرا للتجارة في 13 جوان 1996 ثم وزيرا للسياحة والترفيه والصناعات التقليدية في 24 جانفي 2001 ووزيرا للسياحة والتجارة والصناعات التقليدية في 4 سبتمبر 2002 فوزيرا للتجارة في 22 مارس 2004 ثم وزيرا للتجارة والصناعات التقليدية في 17 أوت 2005. وفي 3 سبتمبر 2007 عين كوزير للصحة العمومية وبقي في المنصب حتى 14 جانفي 2011 تاريخ حل الحكومة. بعد الثورة التونسية غادر البلاد للعيش في فرنسا. حزبيا انتمي الزنايدي إلى اللجنة المركزية للتجمع الدستوري الديمقراطي منذ مؤتمر المثابرة عام 1993. تولى رئاسة جمعية الترجي الرياضي التونسي بين 1986 و1987. متزوج وله ولدان.